# Manta Ray (film)
Manta Ray (กระเบนราหู) è un film del 2018 diretto da Phuttiphong Aroonpheng.

## Trama
Un pescatore thailandese si prende cura di un uomo ferito e svenuto nella foresta. Lo sconosciuto prenderà in mano la vita della persona che lo ha salvato quando il pescatore scomparirà in mare.

## Distribuzione
Il film è stato distribuito nelle sale cinematografiche italiane a partire dal 10 ottobre 2019.